# يلينا تيمنيكوفا
يلينا فلاديميروفنا تيمنيكوفا (بالروسية: Елена Владимировна Темникова) هي مغنية وشخصية تلفزيونية ومصممة أزياء روسية. ولدت 18 أبريل 1985، صعدت للشهرة بظهورها متسابقةً في برنامج إكتشاف المواهب الروسي "مصنع النجوم [الإنجليزية]" عام 2003، وكانت واحدة من الأعضاء الثلاثة في فرقة الفتيات الروسية سيريبرو (2006—2014) التي مثلت روسيا في مسابقة الأغنية الأوروبية للعام 2007 [الإنجليزية]

## الحياة الشخصية
نشأت وولدت ايلينا في كورغان، في نهاية عام 2002 انتقلت إلى أومسك لبضعة أشهر ثم إلى موسكو بسبب الالتزامات المهنية.
في عام 2004 ، تزوجت ايلينا من أليكسي سيميونوف ، الذي كان أيضًا متسابقًا في "مصنع النجوم"، ولكنها سرعان ما انفصلت عنه، وتطلقا رسميا بعد أربع سنوات من الزواج.
في عام 2014 ، تزوجت ايلينا سرًا من رجل الأعمال ديمتري سيرجيف في جزر المالديف.، وولدت ابنتهما الكسندرا في 27 مارس 2015.
في يونيو 2019 ، أعلنت زميلة ايلينا في فرقة سيريبرو السابقة أولغا سريابكينا في مقابلة صحفية عن كونها مزدوجة الميول الجنسية، وقالت أنها تعلن عن ذلك ردا على شائعات نشرتها إيلينا تيمنيكوفا عن علاقة حميمية لها مع المؤلف والمنتج الموسيقي مكسيم فاديف. في المقابلة، أكدت أولغا أنها كانت على علاقة حميمية لمدة أربع سنوات مع ايلينا عندما كانتا في الفرقة معًا، وأن تلك العلاقة كانت معروفة في محيطهما المباشر، وإن يظهروها للعلن.

## روابط خارجية
- موقع إيلينا تيمنيكوفا الرسمي

- يلينا تيمنيكوفا على موقع IMDb (الإنجليزية)
- يلينا تيمنيكوفا على موقع ميوزك برينز (الإنجليزية)
- يلينا تيمنيكوفا على موقع أول ميوزيك (الإنجليزية)
- يلينا تيمنيكوفا على موقع ديسكوغز (الإنجليزية)
- يلينا تيمنيكوفا على موقع قاعدة بيانات الفيلم (الإنجليزية)
- يلينا تيمنيكوفا على موقع كينوبويسك (الروسية)

1. ↑  "Сайт Елены Темниковой! Звезды Российской Эстрады! - Биография Звезды". temnikova.narod.ru. مؤرشف من الأصل في 2020-01-19. اطلع عليه بتاريخ 2020-08-15.
2. ↑  "Официальный сайт лейбла TEMNIKOVA". Елена Темникова (بالروسية). Archived from the original on 2020-06-12. Retrieved 2020-08-15.
3. ↑  "Лена Темникова четыре года не могла добиться развода". 7Дней.ру (بالروسية). 16 Sep 2014. Archived from the original on 2018-06-13. Retrieved 2020-08-15.
4. ↑  "Елена Темникова рассказала про свою свадьбу". 7Дней.ру (بالروسية). 10 Jul 2014. Archived from the original on 2020-08-15. Retrieved 2020-08-15.
5. ↑  Иванова, Олеся. "Елена Темникова рассказала о муже!". www.woman.ru (بالروسية). Archived from the original on 2020-08-15. Retrieved 2020-08-15.
6. ↑  Орехова, Алиса. "Больше не секрет: Елена Темникова назвала имя дочери". www.woman.ru (بالروسية). Archived from the original on 2020-08-15. Retrieved 2020-08-15.
7. ↑  правды»، Елена ЛАПТЕВА | Сайт «Комсомольской (27 مارس 2015). "Лена Темникова: Я очень счастлива, что родила в России!". kp.ru - Сайт «Комсомольской правды». مؤرشف من الأصل في 2020-08-15. اطلع عليه بتاريخ 2020-08-15.
8. ↑  "Super.ru". super.ru. مؤرشف من الأصل في 2020-08-15. اطلع عليه بتاريخ 2020-08-15.